# Политија
Политија је политички субјект који се може идентификовати — свака група људи која има колективни идентитет, који су организовани неким обликом институционализованих друштвених односа и имају капацитет да мобилишу ресурсе. Политија може бити било која друга група људи организована за управљање (као што је корпоративни одбор), влада неке земље, административни субјект или суверена држава.

## Преглед
У геополитици, политија се може манифестовати у различитим облицима као што је држава, империја, међународна организација, политичка организација и друге организационе структуре које се могу идентификовати, а које манипулишу ресурсима. Политија налик држави не мора да буде суверена јединица. Најистакнутије политије данас су вестфалске државе и националне државе, које се обично називају земљама и такође погрешно називају нацијама.
Политија обухвата огромно мноштво организација, од којих многе чине основни апарат савремених држава, као што су подређене цивилне власти и локална самоуправа. Политије не морају да контролишу било које географско подручје, јер нису сви политички субјекти и владе контролисале ресурсе једне фиксне географске области. Историјска степска царства која потичу из Евроазијске степе су најистакнутији примјер неседентарних политија. Ове политије се разликују од држава због недостатка фиксне, дефинисане територије. Царства се такође разликују од држава по томе што њихове територије нису статички дефинисане или трајно фиксне и сходно томе што су њихова политичка тијела такође била динамична и флуидна. Онда се може размишљати о политији као о политичкој заједници.
Политија се такође може дефинисати или као фракција унутар већег (обично државног) субјекта или у различито вријеме као сам субјекат. На примјер, Курди у Ирачком Курдистану су дио њихове засебне и одвојене политије. Међутим, они су такође припадници суверене државе Ирак која је и сама политија, иако је много мање специфична и као резултат тога много мање кохезивна. Стога је могуће да појединац истовремено припада више од једној политији у исто вријеме.
Томас Хобс је био веома значајна личност у концептуализацији политија, нарочито држава. Хобс је разматрао појмове држава и политичко тијело у Левијатану, свом најистакнутијем дјелу.
Политије не морају нужно бити владе. Корпорација је, на примјер, способна да распоређује ресурсе, има структуру управљања, законска права и искључиву надлежност над унутрашњим доношењем одлука. Етничке заједнице унутар земље или поднационалног субјекта може бити политија ако има довољну организација и кохезивне интересе које такве организација може унаприједити.